# Johann de Kalb
Johann de Kalb, Baron de Kalb (ur. 29 czerwca 1721 w Hüttendorf k. Erlangen, zm. 19 sierpnia 1780 w Camden) – niemiecki żołnierz, oficer Armii Kontynentalnej w wojnie o niepodległość USA.

## Życiorys
W wieku 16 lat opuścił dom, później wstąpił do armii, po ukończeniu szkolenia w 1743 został porucznikiem, służył we francuskiej piechocie pod nazwiskiem Jean de Kalb. Po wielu latach wybitnej służby (szczególnie w wojnie o sukcesję austriacką i wojnie siedmioletniej). W 1768 francuski dyplomata Étienne-François de Choiseul poprosił go o udział w tajnej wizycie w trzynastu koloniach w Ameryce Północnej w celu ustalenia ich stanowiska wobec W. Brytanii i czteromiesięczne śledztwo de Kalba zaowocowało wnikliwymi, szczegółowymi raportami. Po powrocie do Europy był skłonny wrócić do Nowego Świata, w 1776 zabezpieczał promesę namiestnictwa w Armii Kontynentalnej od Silasa Deane, amerykańskiego posła do Francji. W lipcu 1777 dotarł do Filadelfii i został mianowany generałem majorem Kongresu Kontynentalnego. Był zdecydowanym admiratorem George'a Washingtona i służył przy nim podczas obozowania w Valley Forge zimą 1777/1778. Jako drugi dowódca po markizie La Fayette brał udział w nieudanej ekspedycji do Kanady w 1778. W kwietniu 1780 został wezwany z New Jersey na odsiecz Charleston, jednak miasto poddało się Brytyjczykom, gdy był jeszcze w trakcie marszu na południe. Nad Deep River w Karolinie Północnej dołączył w lipcu do generała Horatio Gatesa, dowódcy departamentu południowego. Kalb nakłaniał do natychmiastowego ataku, jednak Gates czekał, aż Brytyjczycy dowiedzieli się o jego obecności. W bitwie pod Camden Kalb zginął.